# Typ 92 Bataillonsgeschütz
Das Typ 92 7-cm-Infanteriegeschütz (japanisch 九二式歩兵砲 Kyūni-shiki Hoheihō, deutsch ‚Typ 92 Bataillonsgeschütz‘) war ein leichtes Infanteriegeschütz im Kaliber 70 mm, das von 1932 (Kōki 2592, daher die Typbezeichnung) bis 1945 vom Kaiserlich Japanischen Heer eingesetzt wurde.

## Geschichte
Normalerweise wurden Waffen mit Schraubenverschluss, sprich Geschütze, beim Kaiserlich Japanischen Heer nicht auf Bataillonsebene zugeteilt, doch bildete das Typ 92 Bataillonsgeschütz die Ausnahme. Den meisten Divisionen wurden jeweils zwei Typ 92 der Feuerunterstützungskompanie in einem Bataillon zugewiesen. Manche Bataillone erhielten sogar vier Typ 92 pro Feuerunterstützungskompanie. Dabei spielte das relativ geringe Gewicht der Waffe, seine Kompaktheit und seine Zerlegbarkeit eine entscheidende Rolle. Das Geschütz konnte, in sechs Teile zerlegt, von Soldaten oder Packtieren transportiert werden. Auf eine maximale Reichweite von 2800 Metern konnten Spreng-, Hohlladungs-, Rauch- und Beleuchtungs-Granaten verschossen werden. Die Ziele konnten entweder direkt, mit niedriger Rohrausrichtung, oder indirekt, mit erhöhter Rohrausrichtung im Steilfeuer, wie bei Haubitzen üblich, bekämpft werden.
Das Typ 92 Bataillonsgeschütz war bei der Truppe wegen seiner Zuverlässigkeit und Robustheit sehr beliebt und blieb bis zum Ende des Zweiten Weltkrieges im Einsatz.

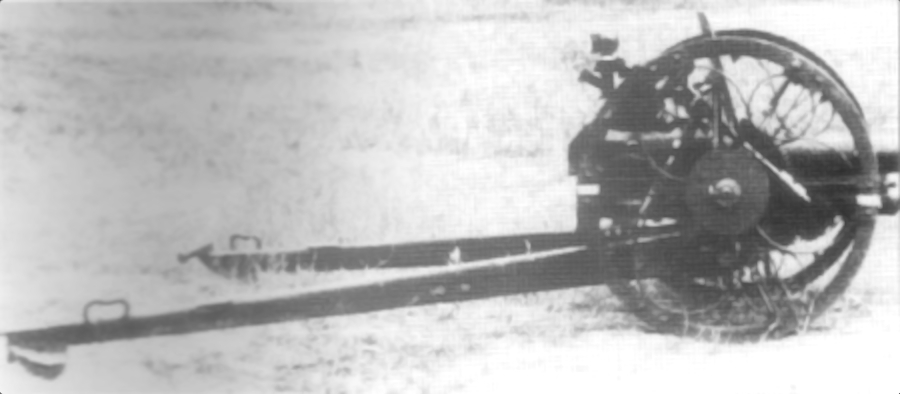
Experimentelle Fallschirmjägerversion des Typ 92 Battalionsgeschützes in niedrigstmöglicher Position zum Direktbeschuss

Für die Luftlandetruppen wurde ab 1942 eine spezielle, leichtere Version unter der Bezeichnung Raku-Go 7-cm-Batallionsgeschütz entwickelt. Diese nutzte weitestgehend die Baugruppen des Typ 92 Geschützes, konnte jedoch in mehrere Abwurfbehälter verladen werden. Dazu wurden an die Holme Scharniere montiert, um diese zusammenklappen zu können. Zudem verwendete man die speziellen, zerlegbaren Räder der Raku-Go 37-mm-Kanone. Zu einer Einführung kam es aber nicht mehr.

## Technische Daten
- Kaliber: 70 mm[5]
- Rohrlänge: 0,79 m
- Höhenrichtbereich: −11° bis +70
- Seitenrichtbereich: 45°
- Geschützgewicht: 213 kg
- Geschossgewicht: 3,8 kg
- Mündungsgeschwindigkeit V0 = 198 m/s
- Maximale Reichweite: 2800 m

### Stückzahl
| Herstellungszahlen des Typ 92 7-cm-Infanteriegeschütz |      |      |      |      |      |      |      |      |      |      |      |      |      |      |           |
| Jahr                                                  | 1932 | 1933 | 1934 | 1935 | 1936 | 1937 | 1938 | 1939 | 1940 | 1941 | 1942 | 1943 | 1944 | 1945 | Insgesamt |
| Stückzahl                                             | 171  | 384  | 04   | –    | 037  | 096  | 248  | 363  | 624  | 259  | 250  | 236  | 087  | 017  | 2.776     |

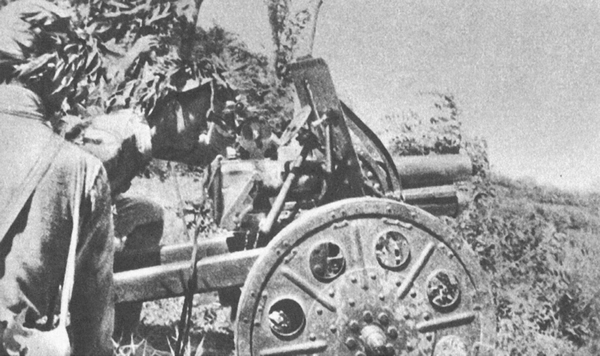
Ein Typ 92 beim direkten Bekämpfen von Zielen.
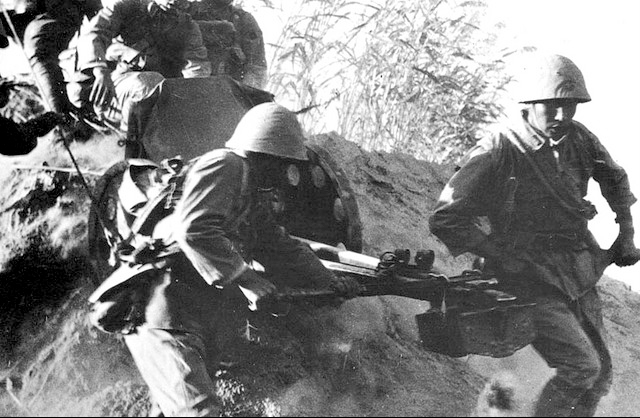
Ein Typ 92 wird von seiner Geschützbedienung in eine neue Feuerstellung gezogen, Bataan, 1942.
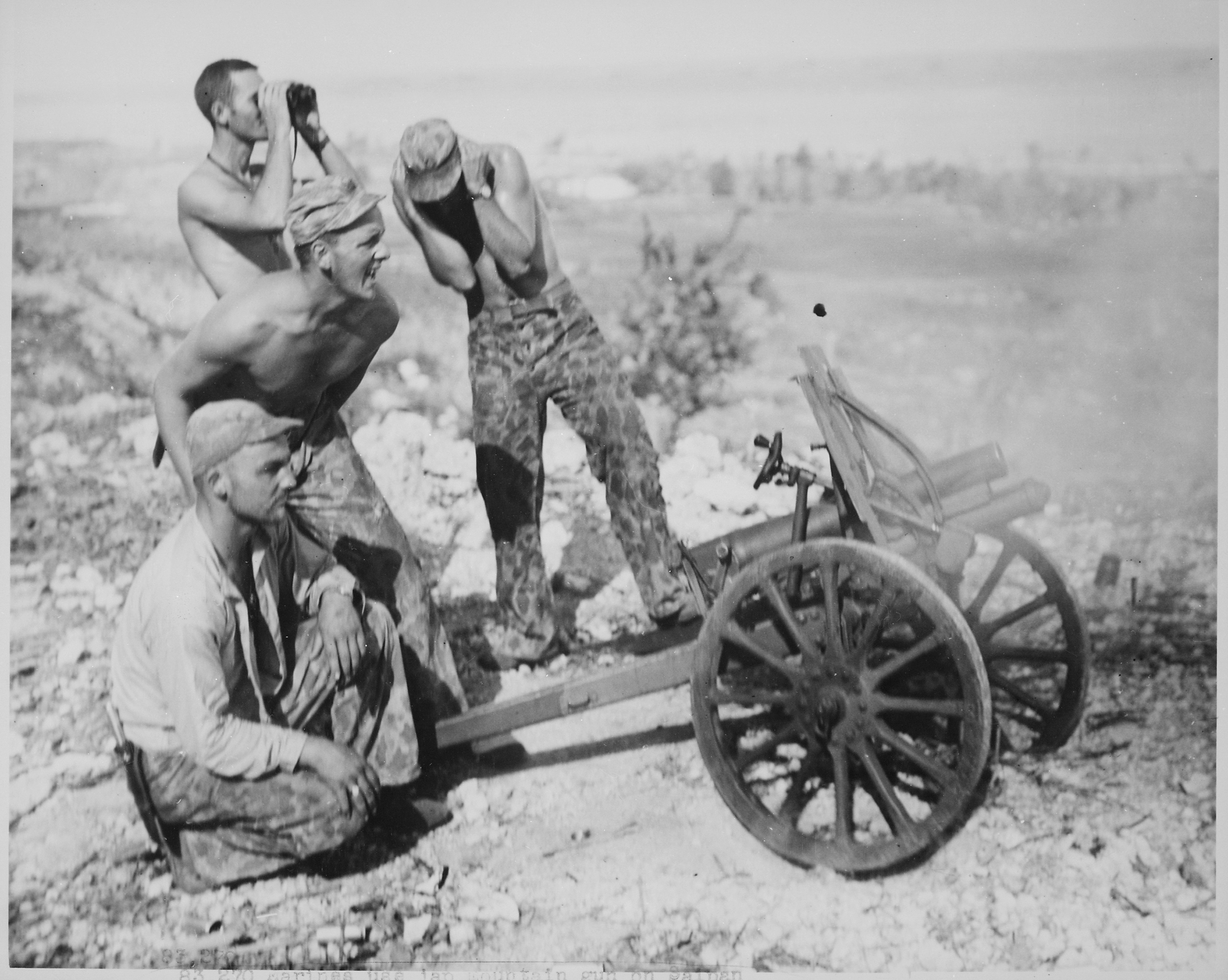
Ein Typ 92, eingesetzt durch amerikanische Marineinfanteristen während der Schlacht um Saipan.

## Internationaler Vergleich
Dem Typ 92 vergleichbare Waffen wurden auch in zahlreichen anderen Staaten erprobt.
Zur Einführung gelangte in Deutschland das 7,5-cm-leichtes Infanteriegeschütz 18, von dem jedes Infanterieregiment sechs Stück erhielt.
Auch in der Sowjetunion entwickelte man die vergleichbare 76-mm-Feldkanone 27 (76-мм полковая пушка обр. 1927 год), die indessen mit 6,7 km erheblich weiter schoss, aber mit ca. 600 kg Gewicht in Feuerstellung auch erheblich schwerer war. Alle anderen Staaten führten vergleichbare Waffen nicht ein, sondern stattdessen Granatwerfer mit Kalibern zwischen 50 und 160 mm.